# Bernhardt Tastesen
 Der er for få eller ingen kildehenvisninger i denne artikel, hvilket er et problem. Du kan hjælpe ved at angive troværdige kilder til de påstande, som fremføres i artiklen.

Bernhardt Tastesen (10. januar 1926 i Aarhus – 22. april 2002 i Kolding) var en dansk politiker, der var medlem af Folketinget for Socialdemokratiet i Koldingkredsen fra 1964 til 1988. 
Tastesen blev uddannet bager i Christiansfeld og var allerede i sine unge år politisk aktiv; i 1944 blev han formand for Danmarks Socialdemokratiske Ungdom i Haderslev. Han skiftede senere erhverv og blev assurandør hos Alka Forsikring, hvor han i 1972 sluttede som konsulent. 
Han var fra 1956 til 1971 bestyrelsesmedlem i Socialdemokratiet i Kolding og var fra 1963 til 1966 tillige medlem af Kolding Byråd. Han blev valgt til Folketinget i 1964 og var bl.a. sit partis Christiania- og narkotikaordfører. Som Christiania-ordfører satte han sig i spidsen for Socialdemokratiets accept af fristaden. Gennem sin tid på Christiansborg var han desuden formand for flere af Folketingets udvalg: Skatteudvalget, Retsudvalget og Socialudvalget. Han sad endvidere i bestyrelsen for Socialdemokratiets folketingsgruppe i flere år, ligesom han var medlem af Nordisk Råd. I 8 år var han desuden statsrevisor, ligesom han var medlem af Radiorådet.
Tastesen talte ofte minoriteternes sag, bl.a. kæmpede han for sigøjnernes rettigheder. 
Han var fra 1971 til 1980 formand for landsforeningen Ungdomsringen og fra 1996 til 1999 landsformand for Dansk Russisk Forening.
I sine sidste år var Tastesen medlem af Ældrerådet i Kolding. 